# Rejoagung (Ploso)
Rejoagung is een bestuurslaag in het regentschap Jombang van de provincie Oost-Java, Indonesië. Rejoagung telt 5688 inwoners (volkstelling 2010).